# アル・パチーノ
アルフレッド・ジェームズ・パチーノ（Alfredo James Pacino; [pəˈtʃiːnoʊ]; イタリア語: [paˈtʃiːno]; 1940年4月25日 - ）は、アメリカの俳優である。

## 概要
20世紀の最も影響力の強い俳優の一人に数えられ、アカデミー賞1回、トニー賞2回、プライムタイム・エミー賞2回を含む数々の賞を受賞し、演技の三冠を達成した数少ない俳優の一人となった。2001年にはセシル・B・デミル賞、2007年にはAFI生涯功労賞、2011年には国民芸術勲章、2016年にはケネディ・センター名誉賞を受賞した。
HBスタジオとアクターズ・スタジオで学んだメソッド俳優であり、チャーリー・ロートンとリー・ストラスバーグに師事した。パチーノは『セント・オブ・ウーマン/夢の香り』（1992年）の演技でアカデミー主演男優賞を受賞した。他に『ゴッドファーザー』（1972年）、『セルピコ』（1973年）、『ゴッドファーザー PART II』（1974年）、『狼たちの午後』（1975年）、『ジャスティス』（1979年）、『ディック・トレイシー』（1990年）、『摩天楼を夢みて』（1992年）、『アイリッシュマン』（2019年）でアカデミー賞にノミネートされた。 その他の作品には主に『哀しみの街かど』（1971年）、『喝采の陰で』（1982年）、『スカーフェイス』（1983年）、『ゴッドファーザー PART III』（1990年）、『カリートの道』（1993年）、『ヒート』（1995年）、『フェイク』（1997年）、『ディアボロス/悪魔の扉』（1997年）、『インサイダー』（1999年）、『インソムニア』（2002年）、『ワンス・アポン・ア・タイム・イン・ハリウッド』（2019年）、『ハウス・オブ・グッチ』（2021年）などがある。
テレビでは、パチーノは『エンジェルス・イン・アメリカ』（2003年）やジャック・ケヴォーキアンの伝記ドラマ『死を処方する男 ジャック・ケヴォーキアンの真実』（2010年）を含む複数のHBO製作に出演し、それぞれプライムタイム・エミー賞 主演男優賞（リミテッド・シリーズ/テレビ映画部門）を受賞した。パチーノはAmazon Prime Videoシリーズ『ナチ・ハンターズ』（2020年～現在）にも出演している。彼はまた、舞台においても幅広いキャリアを持っている。『Does a Tiger Wear a Necktie?』（1969年）ではトニー賞 演劇助演男優賞、『The Basic Training of Pavlo Hummel』（1977年）では演劇主演男優賞を受賞したことで2度トニー賞に輝いている。
パチーノはドキュメンタリー『リチャードを探して』（1996年）で映画製作デビューを果たした。パチーノは1977年に舞台でリチャード3世役を演じていた。パチーノは2004年のフィーチャー映画版と2010年の舞台作品『ヴェニスの商人』でシャイロックを演じた。パチーノは『Chinese Coffee』（2000年）、『Wilde Salomé』（2011年）、『Salomé』（2013年）で監督と出演を兼任した。1994年以来、パチーノはアクターズ・スタジオの共同代表である。

## 生い立ち
アルフレッド・ジェームズ・パチーノは1940年4月25日、ニューヨーク、マンハッタンのイースト・ハーレム地区に生まれた。イタリア系アメリカ人の両親ローズ・ジェラルディとサルヴァトーレ・パチーノの一人息子であった:xix:2。パチーノが2歳の時に両親は離婚した:2。その後彼は母親に連れられてサウス・ブロンクスで母親の両親ケイトとジェームズ・ジェラルディと暮らした。祖父母はコルレオーネからのイタリア移民であった:1–2。パチーノの父親はサン・フラテッロ出身で保険セールスマン、レストラン店主として働くためにカリフォルニア州コヴィナに移った。
10代の頃、パチーノは友人たちから「ソニー」と呼ばれた:xix。彼は野球選手になる夢を抱き「俳優」というあだ名も付けられた:xix。パチーノはハーマン・ライダー中学校に在籍したが英語以外のほとんどのクラスで落第した。彼は続いてオーディションに合格してハイ・スクール・オブ・パフォーミング・アーツに入学した。母親は彼の選択に不満を持ち、口論ののちパチーノは家を去った。演技の勉強のため、パチーノはメッセンジャー、給仕助手、ビルの管理人、郵便局員、また「Commentary」の郵便室など、低賃金の仕事を掛け持ちした。
パチーノは9歳の時から喫煙と飲酒を始め、13歳で大麻を常用したがハード・ドラッグには手を出さなかった:9。彼の親しい友人ふたりが薬物乱用で19歳と30歳で死亡している:8。サウス・ブロンクスで育ったパチーノは時折ケンカをし、学校ではトラブルメーカーとして扱われていた:6。彼はニューヨークの地下劇場で舞台に出演したが、10代であったためアクターズ・スタジオから拒否されている:xix。パチーノはHBスタジオに入り、演技講師のチャーリー・ロートンに出会った。ロートンはパチーノの師となり親友になった:xix。この時期、パチーノは仕事が見つからずホームレス状態でいることが多かった。時として路上、劇場、友人宅で眠った :14。
1962年、パチーノの母親が43歳でこの世を去った:10。翌年、母方の祖父も他界した。パチーノはこの時期を人生のどん底であると回想し「22歳で最も影響を与えてくれた人たちがいなくなってしまった。それからどん底に落ちた」と述べた。
HBスタジオで4年勉強したのち、パチーノはアクターズ・スタジオのオーディションに合格した:xix。アクターズ・スタジオはマンハッタンのヘルズ・キッチン地区にあるプロの俳優、劇場監督、劇作家のメンバーシップ組織である。パチーノはメソッド演技法を勉強した。のちに『ゴッドファーザー PART II』と『ジャスティス』で共演することになる演技コーチ、リー・ストラスバーグに師事した。
のちのインタビューで、パチーノはストラスバーグとスタジオのキャリアへの影響を話している。「アクターズ・スタジオは私の人生でとても大切なものだ。リー・ストラスバーグは過小評価されている。チャーリーに次いで私を出発させてくれた。本当だ。私の生涯で顕著な転換点だった。おかげであらゆる仕事を辞めて演技に集中することが出来るようになった」:15。別のインタビューでは「彼（リー・ストラスバーグ）のために働くことはとても刺激的だった。シーンや人々について話すときの彼はとても興味深かった。彼がただ話すのを聞きたいと思うはずだ。彼が言うことは今まで聞いたこともないことだ。彼は深く理解していた。演技をとても愛していた」と付け加えた。
2000年、パチーノはエレン・バースティンやハーヴェイ・カイテルとともにアクターズ・スタジオの共同代表となった。

## 舞台のキャリア
1967年、パチーノはボストンのチャールズ・プレイハウスでクリフォード・オデッツの『醒めて歌え』（初めての高い給料、週125USドル）とジャン＝クロード・ヴァン・イタリーの『America Hurrah』に出演した。彼はこの劇で女優ジル・クレイバーグと出会った。ふたりは5年の恋愛関係を築き、一緒にニューヨークに戻った。
1968年、パチーノはアクター・プレイス劇場で、イスラエル・ホロヴィッツの『The Indian Wants the Bronx』に出演しストリートのチンピラ、マーフを演じた。この劇は1968年1月17日に開演し177回公演された。これはホロヴィッツの『It's Called the Sugar Plum』（クレイバーグ出演）と2本立てであった。パチーノはオビー賞の主演男優賞を受賞し、ジョン・カザールは助演男優賞、ホロヴィッツは新脚本賞を受賞した。劇を観たマーティン・バーグマンがパチーノのマネージャーとなり、のちに『ゴッドファーザー』、『セルピコ』、『狼たちの午後』への出演を勧めることでパチーノのキャリアを加速させた。舞台キャリアについて、パチーノは「マーティン・バーグマンが私を見つけてくれた。私は26か25だった。彼が私を見つけてマネージャーになった。だから今こうしていられる。マーティには本当に恩がある」と話した。
パチーノはスポレートのドゥエ・モンディ祭で演じるため『The Indian Wants the Bronx』製作をイタリアに持ち込んだ。パチーノの初めてのイタリア行きであった。「イタリアの観客のために演じるのは素晴らしい経験だった」とのちに述懐している。パチーノとクレイバーグは1968年11月12日に初放送されたABCテレビシリーズ『NYPD特捜刑事』のエピソード『Deadly Circle of Violence』にキャスティングされた。当時、クレイバーグはソープ・オペラ『Search for Tomorrow』でグレース・ボルトン役を演じていた。彼女の父親は生活を助けるため毎月ふたりに仕送りを送った。
1969年2月25日、パチーノはベラスコ劇場においてドン・ピーターセンの『Does a Tiger Wear a Necktie?』に出演しブロードウェイデビューを果たした。A&Pの相続人ハンティントン・ハートフォードの製作であった。1969年3月29日、39公演後に終演となったが、パチーノの演技が絶賛され1969年4月20日にトニー賞を受賞した。パチーノは1970年代に入っても舞台出演を続け、『The Basic Training of Pavlo Hummel』で2度目のトニー賞を受賞し『リチャード三世』ではタイトル・ロールを演じた。1980年代、パチーノは デヴィッド・マメットの『アメリカン・バッファロー』に出演してドラマ・デスク・アワードにノミネートされることで舞台で再評価された。1990年代以降、パチーノはユージン・オニールの『ヒューイー』、オスカー・ワイルドの『サロメ』、2005年のライル・ケスラーの『オーファンズ』といったリヴァイヴァルに出演している。
1983年、パチーノはローレンス・ロックフェラーからの助成金を得て、ダスティン・ホフマンやポール・ニューマンとともにザ・ミラー・シアター・リミテッドの主要な寄付者となった。ストラスバーグの義理の娘サブラ・ジョーンズがザ・ミラーの創設者であり製作美術監督であったことから、彼らはリー・ストラスバーグとの関係で寄付を決意した。  1985年、パチーノはこの会社にユージン・オニールの『ヒューイー』製作をオファーしたが、会社は少ないキャストで作ることが出来なかった。
2002年10月、パチーノはナショナル・アクターズ・シアターとコンプリシティでベルトルト・ブレヒトの『アルトロ・ウィの抑え得た興隆』に出演した。サイモン・マクバーニーが監督を務め、出演者にはジョン・グッドマン、チャールズ・ダーニング、トニー・ランドール、スティーヴ・ブシェミ、チャズ・パルミンテリ、ポール・ジアマッティ、ジャクリーン・マッケンジー、ビリー・クラダップ、ロテール・ブリュトー、ドミニク・キアネーゼ、スターリング・K・ブラウンなど多くのハリウッド有名人が名を連ねた。企画は批評的に成功し、「パチーノははち切れる寸前の巻きばねのように注目をさらった。彼は思慮深く脅威的でワニのようなしかめっ面で、不安になるほど不吉な歓喜をもってトップに邁進している」とされた。
2010年夏、シェイクスピア・イン・ザ・パーク製作の『ヴェニスの商人』におけるシャイロック役でパチーノは舞台に復帰した。高い評価を得て10月にはブロードウェイのブロードハースト劇場で上演され、最初の週に100万USドルを稼いだ 。この劇で彼はトニー賞 演劇主演男優賞にノミネートされた。
2012年10月から2013年1月20日にかけて、パチーノはデヴィッド・マメットの『グレンギャリー・グレン・ロス』30周年記念ブロードウェイ・リヴァイヴァルに出演した。2015年12月5日から2016年1月21日まで、パチーノはマメットが彼のために書いた『China Doll』に97公演のブロードウェイ出演をした。プレビューは2015年10月に行われた。

## 映画のキャリア
アクターズ・スタジオで勉強中、パチーノは演技の面白さに気づき、自分に才能があることを理解した。しかし初期の出演作品では高い報酬は得られなかった。舞台での成功後、パチーノは1969年のパティ・デューク出演のインデペンデント映画『ナタリーの朝』の端役で映画デビューを果たした。1970年、パチーノはタレント・エージェンシー、Creative Management Associates（CMA）と契約を結んだ。

### 1970年代

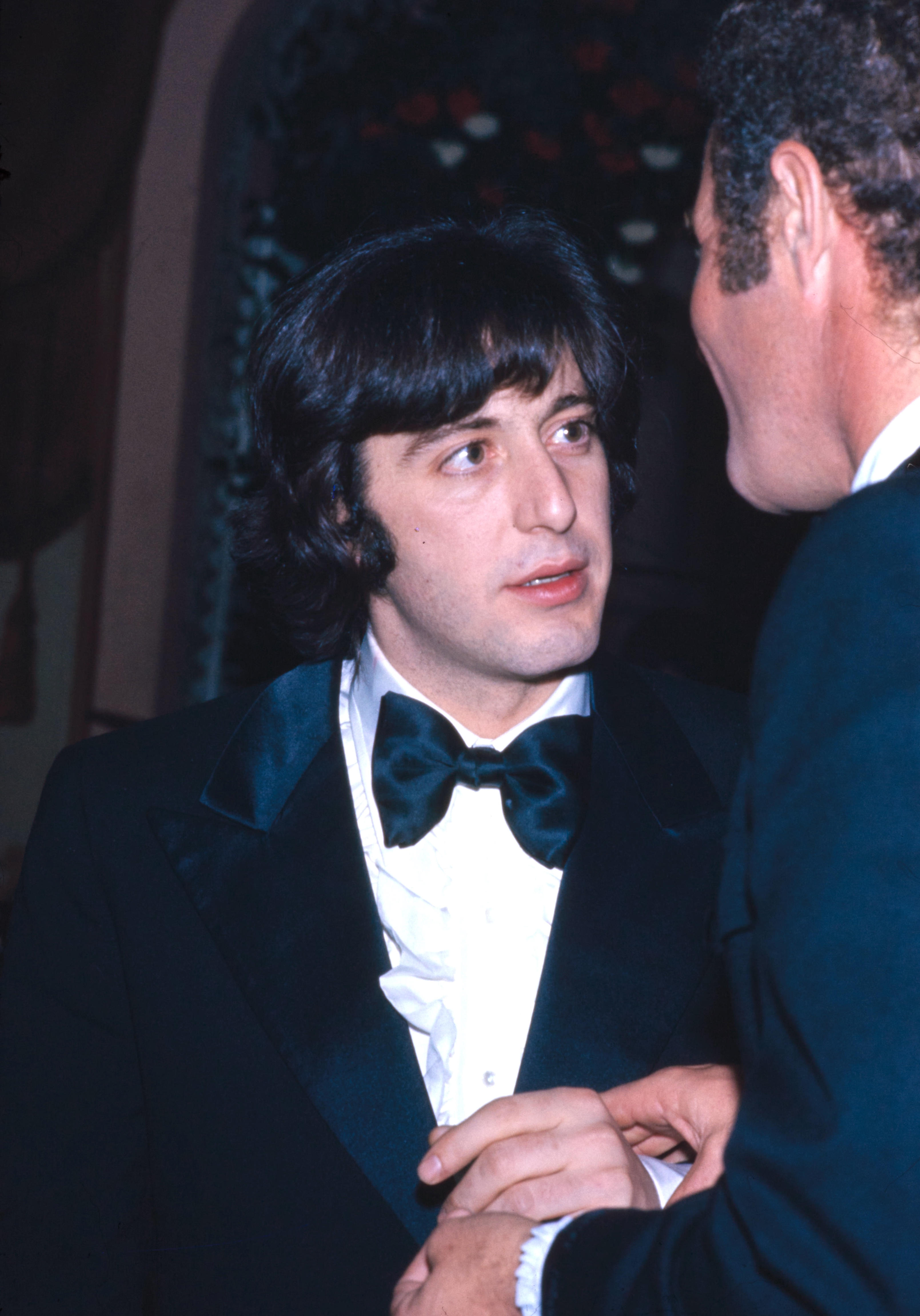
パチーノとジェームズ・カーン、1972年頃

『哀しみの街かど』（1971年）におけるヘロイン中毒者の役がフランシス・フォード・コッポラの目に留まり、ブロックバスター・マフィア映画となる『ゴッドファーザー』（1972年）にマイケル・コルレオーネ役で抜擢された。ジャック・ニコルソン、ロバート・レッドフォード、ウォーレン・ベイティ、無名時代のロバート・デ・ニーロが候補に上がっていたが、コッポラはパチーノを選び、有名俳優の起用を望んでいたスタジオの重役たちを失望させた。
パチーノはその演技によりアカデミー賞ノミネートを受け、『Halliwell's Film Guide』によって「激しい」や「きつく握りしめられた」などと表現される初期キャリアのスタイルの典型を確立した。パチーノは共演者で主演男優賞を受賞したマーロン・ブランドよりも出演時間が長いにもかかわらず助演男優賞にノミネートされたことを侮辱と感じてアカデミー賞授賞式をボイコットした。マーロン・ブランドも別の理由で授賞式をボイコットしていた。

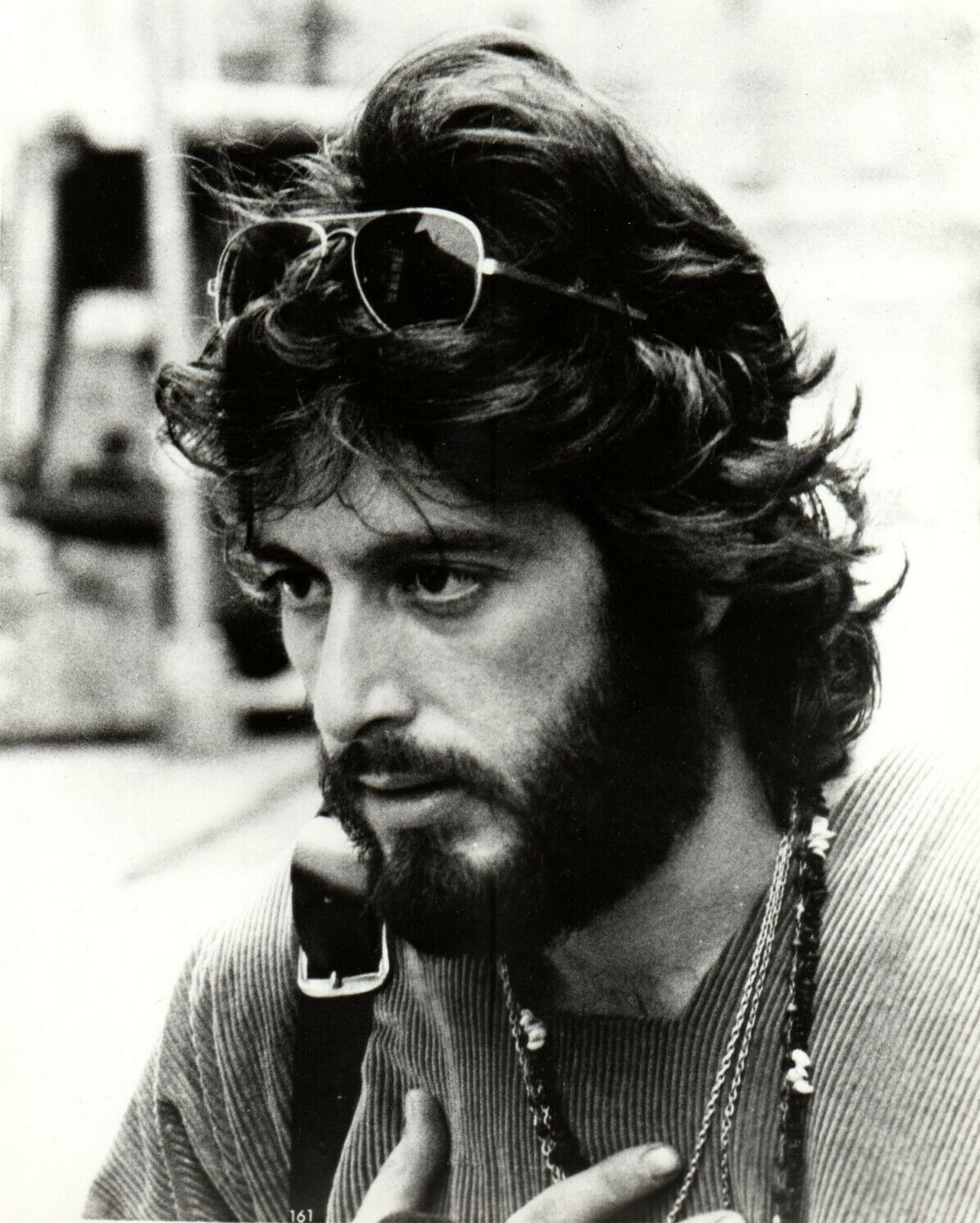
1973年、フランク・セルピコ役のパチーノ

1973年、パチーノは『スケアクロウ』でジーン・ハックマンと共演しカンヌ国際映画祭でパルム・ドールを受賞した。同年、パチーノは同僚警官の汚職を暴いたニューヨークの警官フランク・セルピコの実話を基にした『セルピコ』でアカデミー主演男優賞にノミネートされた。1974年、パチーノは『ゴッドファーザー PART II』でマイケル・コルレオーネを再び演じた。この作品は初めてアカデミー作品賞を受賞した続編となった。パチーノはアカデミー賞3度目のノミネートとなった（このときは主演カテゴリで、コルレオーネ役で2回目）。『ニューズウィーク』は『ゴッドファーザー PART II』におけるパチーノの演技を「心の死を描いた映画史上最高の演技であると言える」と表現した 。
1975年、銀行強盗であるソニー・ウォルツィックの実話に基づいた『狼たちの午後』でもパチーノの躍進は続き、同作でもパチーノは主演男優賞にノミネートされた。同年12月、フランシス・フォード・コッポラは東映に「千葉真一とアル・パチーノの共演による映画を作りたい」と申し入れをしている。しかし岡田茂 (東映) はこのオファーを断り、コッポラが望む映画製作は実現しなかった。
1977年、パチーノはシドニー・ポラック監督の『ボビー・デアフィールド』でレースカー・ドライバーを演じ、そのタイトル・ロール演技でゴールデングローブ賞 映画部門 主演男優賞 (ドラマ部門)ノミネートを受けた。次の作品は法廷ドラマ『ジャスティス』で、パチーノの幅広い演技力が批評家に絶賛され、4度目のアカデミー主演男優賞ノミネートを受けた。この年、パチーノは自身が断った役である『クレイマー、クレイマー』のダスティン・ホフマンに敗れた。
1970年代、パチーノは『セルピコ』、『ゴッドファーザー PART II』、『狼たちの午後』、『ジャスティス』における演技で4度アカデミー主演男優賞にノミネートされた。

### 1980年代
1980年代前半、パチーノのキャリアはスランプに陥った。ニューヨークのゲイ・コミュニティからの抗議を巻き起こした問題作『クルージング』に出演し、コメディドラマ『喝采の陰で』は批評家に酷評された。しかしブライアン・デ・パルマ監督の『スカーフェイス』（1983年）での演技はキャリアのハイライトとなり代表作の一つとなった。公開後、暴力的な内容から批評家に酷評されたがのちに絶賛されるようになった。この作品は興行的には成功しアメリカ国内で4500万USドルの収益を上げた。パチーノはこのキューバの麻薬王トニー・モンタナ役の演技でゴールデングローブ賞にノミネートされた。
1985年、パチーノは個人企画としてイングランドの作家ヒースコート・ウィリアムズによる1969年のオフ・ブロードウェイ戯曲『不名誉なローカル』に取り組んだ。パチーノは劇に出演し、デヴィッド・ウィーラー監督とシアター・カンパニー・オブ・ボストンによる50分の映画版に出演した。しかしこの映画は劇場で公開されることはなく、2007年に『Pacino: An Actor's Vision』ボックスセットに収録された。
アメリカ独立戦争中に毛皮を取る罠師を描いた1985年の映画『レボリューション めぐり逢い』は商業的にも批評的にも失敗に終わり、パチーノは性急な製作を非難した。結果、彼は4年間映画から離れることなった。この時期、パチーノは舞台に戻っていた。『Crystal Clear』、『National Anthems』といった劇のワークショップ制作に勤しんだ。他に1988年にプロデューサー、ジョセフ・パップのニューヨーク・シェイクスピア・フェスティバルで『ジュリアス・シーザー』にも出演した。パチーノは映画からの休養を「'74年、'75年、あらゆることが起きていたのを覚えている。舞台で『The Resistible Rise of Arturo Ui』をやりながら私の映画キャリアが終わりに近づいているから舞台に戻ったと読んだ！これはある種のエートスで、残念ながら舞台がそのように見られているのだ」と表現した。パチーノは1989年の映画『シー・オブ・ラブ』で映画に復帰し新聞の広告で独身男性を見つけ出すシリアルキラーを追う刑事を演じた。

### 1990年代
1990年、パチーノは興行的ヒット作『ディック・トレイシー』でビック・ボーイ・キャプリスを演じアカデミー賞にノミネートされた。ロジャー・イーバートはパチーノを「シーンを支配する」と表現した。同年、『ゴッドファーザー PART III』で自身の当たり役であるマイケル・コルレオーネを再演した。この作品は脚本の書き直しや製作開始直前に出演者が降板するなどプリプロダクションに問題があり、賛否両論の評価を受けた。

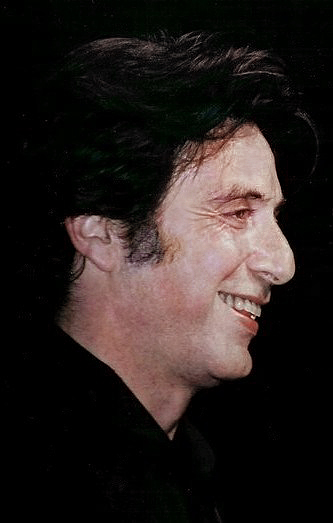
1996年カンヌ国際映画祭におけるパチーノ

1991年、『恋のためらい/フランキーとジョニー』でパチーノは『スカーフェイス』の共演者ミシェル・ファイファーと再び共演した。パチーノは職場のダイナーでウェイトレス（ファイファー）と恋に落ちる、仮釈放されたコックを演じた。この作品はテレンス・マクナリーのオフ・ブロードウェイ戯曲『月の光の中のフランキーとジョニー』（1987年）の映画化であり、そちらにはケネス・ウェルシュとキャシー・ベイツが出演していた。賛否両論となったが、パチーノはのちにこの役を楽しんだと述べた。『ニューヨーク・タイムズ』のジャネット・マスリンは「『狼たちの午後』時代以来、ミスター・パチーノがこれほど魅力的だったことはなく、ジョニーのフランキーに対する絶え間ない求愛を素晴らしいものにしている。ミス・ファイファーとのシーンは批判される映画の感傷的な側面を正確で正直に保っている」と書いた。
マーティン・ブレストの『セント・オブ・ウーマン/夢の香り』（1992年）における短気な盲目のフランク・スレード米陸軍中佐の演技で、パチーノは翌年のアカデミー主演男優賞を受賞した。翌年、パチーノは『摩天楼を夢みて』で助演男優賞にもノミネートされ、同じ年に2つの映画で2つの演技賞ノミネートを受けた史上初の男性俳優となった。
パチーノは1993年、『カリートの道』でショーン・ペンと共演し、腐敗した弁護士（ペン）によって釈放され裏稼業から足を洗おうとするカリート・ブリガンテ役を演じた。パチーノはマイケル・マンの『ヒート』に出演し、初めてロバート・デ・ニーロと同じ画面で共演した（2人とも『ゴッドファーザー PART II』に出演しているが、共演シーンはない）。
1996年、パチーノはウィリアム・シェイクスピアの『リチャード三世』の一部シーンを描き、大衆文化におけるシェイクスピアの続く役割とつながりを分析した演劇ドキュドラマ『リチャードを探して』に出演した。 演技パートの出演者にはアレック・ボールドウィン、ケヴィン・スペイシー、ウィノナ・ライダーたちがいた。パチーノは超自然スリラー『ディアボロス/悪魔の扉』（1997年）でサタンを演じキアヌ・リーヴスと共演した。この作品は興行的に成功し全世界で1億5000万ドルを売り上げた。『シカゴ・サンタイムズ』においてロジャー・イーバートは「サタンのキャラクターはパチーノによって歓喜に近い持ち味をしている」と書いた。
FBI潜入捜査官ドニー・ブラスコ（ジョニー・デップ）と内部からマフィアを崩壊させた彼の実話を基にした1997年の『フェイク』でパチーノはギャングスター、"レフティー"を演じた。1999年、パチーノは複数のアカデミー賞ノミネートを受けた『インサイダー』で『60ミニッツ』のプロデューサー、ローウェル・バーグマン役を演じラッセル・クロウと共演し、オリヴァー・ストーンの『エニイ・ギブン・サンデー』にも出演した 。

### 2000年代
パチーノは2000年以降ゴールデングローブ賞を3度受賞した。1度目は2001年のセシル・B・デミル賞で、映画界における生涯功労賞として贈られた。
2000年、パチーノは映画祭で公開されたアイラ・ルイスの戯曲『Chinese Coffee』の低予算映画版に出演し、ジェリー・オーバックと共演した。ほとんどメインキャラクター同士の一対一の対話である本作は完成までに3年を要し、制作費はパチーノによる資金提供のみで賄われた。『Chinese Coffee』は『不名誉なローカル』、『リチャードを探して』と並んでパチーノが製作にも関わった珍しい作品であり、2007年発売の『Pacino: An Actor's Vision』と題されたスペシャルDVDセットに収録された。
パチーノはゲーム版『ゴッドファーザー』におけるマイケル・コルレオーネ役の再演オファーを断った。その結果、エレクトロニック・アーツはパチーノの顔や声を使用することが出来なかったが、キャラクター自体は登場した。その一方で、1983年の『スカーフェイス』の続編的ゲーム作品『Scarface: The World is Yours』では顔の使用を許可した。
パチーノは『インソムニア』（同名のノルウェー映画のリメイク）でクリストファー・ノーラン監督と組み、ロビン・ウィリアムズと共演した。『ニューズウィーク』は「彼（パチーノ）は小さな役でも大きな役と同じように見事に演じることができ、外側だけでなく内側にも爆発できる」と述べた。この作品とパチーノの演技は高い評価を受けウェブサイトRotten Tomatoesの集計では93%の支持を集めている。興行的にも適度に成功し全世界で1億1300万ドルを稼いだ。しかし次作『シモーヌ』は批評的な賞賛も興行的な成功も得られなかった。

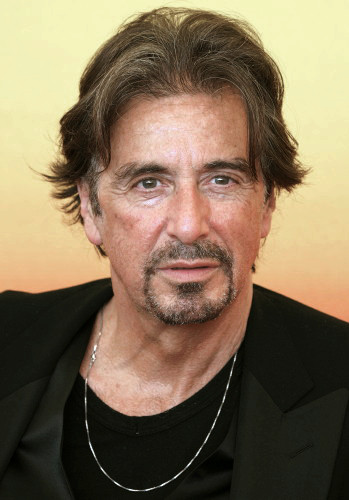
2004年ヴェネツィア国際映画祭におけるパチーノ

パチーノは小作品『ニューヨーク 最後の日々』でパブリシストを演じ演技は高い評価を受けたが、あまり注目されなかった。有名になってから助演をすることはほとんどなかったが、2003年にはマーティン・ブレスト監督のために批評的にも興行的にも失敗した『ジーリ』で脇役を演じた。2003年公開の『リクルート』ではCIAリクルーターを演じコリン・ファレルと共演した。この作品は賛否両論となり、パチーノは「個人的について行けない」ものだと表現した。パチーノは次に2003年HBOミニシリーズ『エンジェルス・イン・アメリカ』で弁護士ロイ・コーンを演じた。これはトニー・クシュナーによるピューリッツァー賞受賞の同名戯曲を原作としている。2004年、パチーノはこの演技によりプライムタイム・エミー賞 主演男優賞（リミテッド・シリーズ/テレビ映画部門）を受賞した。
パチーノはマイケル・ラドフォードによる2004年の映画版『ヴェニスの商人』にシャイロック役で出演した。従来、悪の擬人化のように演じられてきたキャラクターに共感と深みを持たせたとして批評家はパチーノを賞賛した。『トゥー・フォー・ザ・マネー』ではスポーツ・ギャンブリング・エージェントでマシュー・マコノヒーの助言者を演じ、レネ・ルッソとも共演した。この作品は2005年10月8日に公開され賛否両論を受けた。『ワシントン・ポスト』のデッソン・トムソンは「アル・パチーノは助言者を何度も演じているからキングメーカーの賞を受けるべきだ。ハリウッドの償還のため、善と悪の戦いに囚われているように感じる」と書いた。
2006年10月20日、アメリカン・フィルム・インスティチュートは第35回AFI生涯功労賞の受賞者にパチーノを指名した。2006年11月22日、トリニティ・カレッジの大学哲学学会はパチーノを学会の名誉総裁に任命した。
パチーノはスティーヴン・ソダーバーグの『オーシャンズ13』でジョージ・クルーニー、ブラッド・ピット、マット・デイモン、エリオット・グールド、アンディ・ガルシアらと共演した。パチーノはダニー・オーシャンと仲間たちに狙われる悪役でカジノの大物ウィリー・バンクを演じた。
『88ミニッツ』は2007年に多くの国で公開されたのち、2008年4月18日にアメリカで公開された。この作品にはアリシア・ウィットも出演していた。批評的に失敗したが、批評家が批判したのはプロットの欠点でありパチーノの演技ではなかった。パチーノは『ボーダー』でロバート・デ・ニーロと共演し、殺人犯を追うニューヨークの刑事を演じた。この作品は2008年9月12日に劇場公開された。ふたりのスターの再共演であったが、批評家からの評価は芳しくなかった。『ニューヨーク・ポスト』のルー・ルメニックは『ボーダー』に星4つ中、一つ星を与え、「アル・パチーノとロバート・デ・ニーロは『ボーダー』で退屈させる意図で高い報酬を受け取った。展開が遅く、他の誰かが主演であればブロックバスターの売れ残り置き場に直行するような馬鹿馬鹿しい警察スリラーだ」と述べた。

### 2010年代
パチーノは2010年4月初放送の『死を処方する男 ジャック・ケヴォーキアンの真実』と題されたHBOフィルムズの伝記ドラマでジャック・ケヴォーキアンを演じた。この作品は医者による死の幇助を提唱するケヴォーキアンの人生と仕事を描いている。パチーノはこの演技で2度目のプライムタイム・エミー賞 主演男優賞（リミテッド・シリーズ/テレビ映画部門）と4度目のゴールデングローブ賞（このときは男優賞 ミニシリーズ・テレビ映画部門）を受賞した。2011年のコメディ『ジャックとジル』では本人役で出演した。この作品は批評家に酷評され、パチーノは第32回授賞式においてゴールデンラズベリー賞 最低助演男優賞を受賞した。

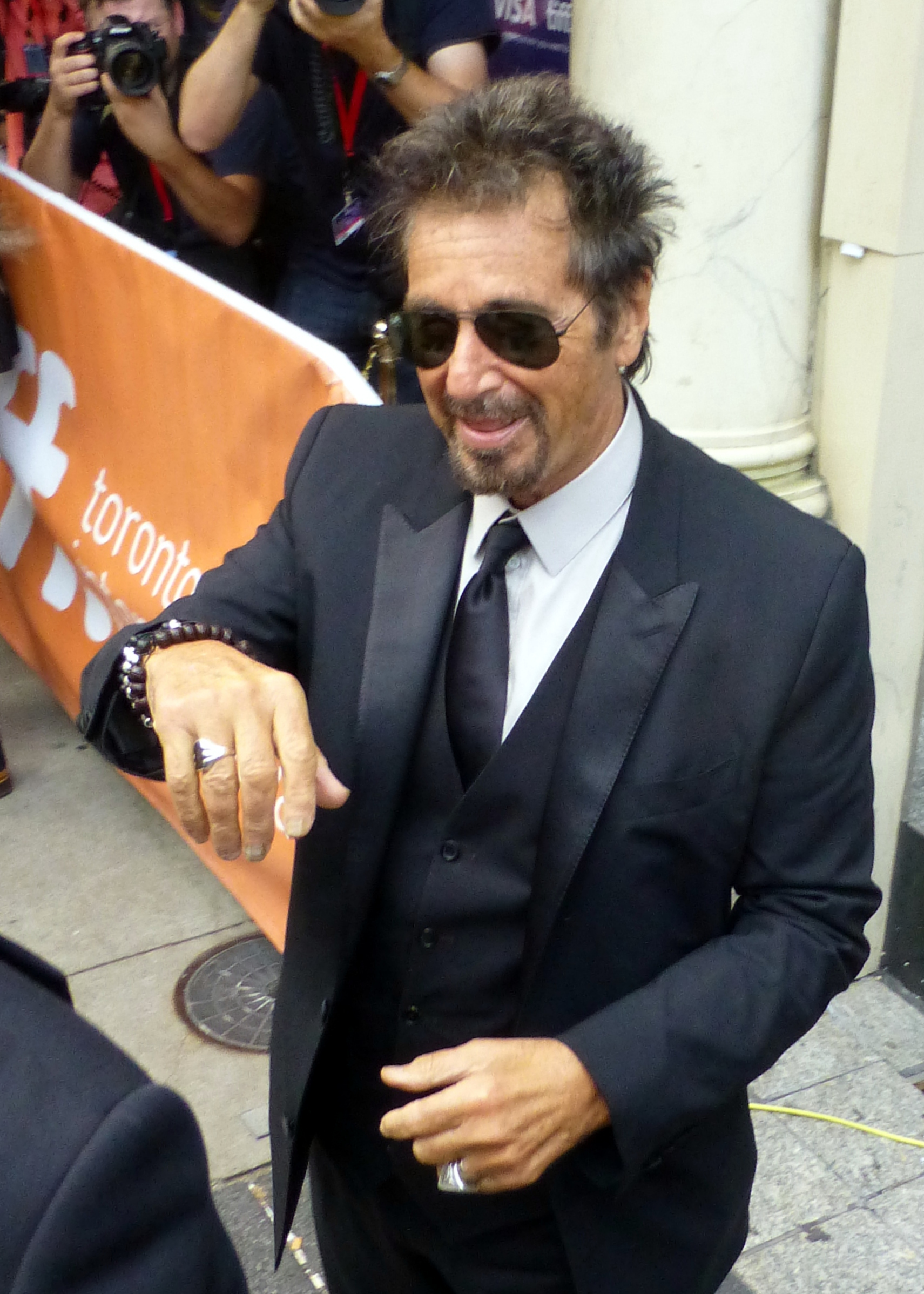
2014年トロント国際映画祭におけるパチーノ

2011年9月4日、パチーノは『Wilde Salome』（パチーノが監督、脚本、出演を兼任した2011年のドキュメンタリー・ドラマ映画）プレミア前に監督・ばんざい!賞を受賞した。2012年3月21日のアメリカプレミアはオスカー・ワイルドのサンフランシスコ訪問130周年を記念し、カストロ通りのカストロ劇場1,400席が満員となった。 このイベントはGLBT歴史協会の利益のためであった。映画でヘロデを演じたパチーノは「これまでで最も個人的な企画」と表現した。2012年2月、バラク・オバマ大統領はパチーノに国民芸術勲章を授与した。
パチーノは2013年のレコード・プロデューサー、フィル・スペクターの殺害裁判を描いたHBO伝記映画『Phil Spector』に出演した。彼はコメディ・ドラマ『Dearダニー 君へのうた』でダニー・コリンズ役を演じた。この作品で年老いていくロック・スターを演じたパチーノはゴールデングローブ賞 映画部門 主演男優賞 (ミュージカル・コメディ部門)にノミネートされた。2016年、パチーノはケネディ・センター名誉賞を受賞した。この賞にはかつての共演者たちであるショーン・ペン・ケヴィン・スペイシー、ボビー・カナヴェイル、クリス・オドネルからのコメントが添えられた。
2012年9月、『Deadline Hollywood』は、パチーノがスポーツライター、ジョー・ポスナンスキーによる2012年の伝記を原作としたテレビ映画『ジョー・パターノ 堕ちた名将』で元ペンシルベニア州立大学フットボールコーチ、ジョー・パターノを演じることを報道した。この作品は2018年4月7日にHBOで初放送された。
パチーノは2019年7月26日公開のクエンティン・タランティーノによるコメディ・ドラマ『ワンス・アポン・ア・タイム・イン・ハリウッド』でブラッド・ピットやレオナルド・ディカプリオと共演した。その後同年、パチーノはマーティン・スコセッシによるNetflix映画『アイリッシュマン』でチームスターズ・チーフ、ジミー・ホッファを演じてロバート・デ・ニーロ、ジョー・ペシと共演した。この作品はチャールズ・ブラントによる2004年の本『I Heard You Paint Houses』を原作としている。パチーノがスコセッシ監督と組んだのはこれが初めてであり、アカデミー助演男優賞ノミネートを受けた。パチーノの演技は高く評価され、ピーター・ブラッドショーは『ガーディアン』で「輝かしい」と表現した。ジャスティン・チャンは「デ・ニーロ、ペシ、パチーノは絶好調だ。その理由のひとつとして以前に演じたアイコン的ギャングスター・タイプを単に再演しているだけではないことが挙げられる」と書いた 。

### 2020年代
2020年2月、パチーノはAmazon Videoシリーズ『ナチ・ハンターズ』で架空のナチ・ハンター、マイヤー・オファーマンを演じた。『エンジェルス・イン・アメリカ』以来のテレビシリーズであり、『ナチ・ハンターズ』は2020年8月に第2シーズンとしてリニューアルされた。この年、新型コロナウイルスに感染し、一時、心肺停止状態に陥った。
2021年、パチーノはリドリー・スコットの『ハウス・オブ・グッチ』でアルド・グッチを演じた。この作品は賛否両論から好評価を得て、パチーノの演技はレディー・ガガやジャレッド・レトのそれとともに傑出していると強調された。同年、パチーノは『American Traitor: The Trial of Axis Sally』で弁護士を演じた。
2022年8月、パチーノがジョニー・デップやバリー・ナヴィディと共同プロデュースでアメデオ・モディリアーニを描く映画を製作することが発表された。この作品はデニース・マッキンタイヤーの戯曲を原作としており、2004年に映画化されている。主要撮影は2023年に開始される。
2024年、回顧録『ソニーボーイ』を出版。

## 私生活
パチーノには4人の子供がいる。長女ジュリー・マリー（1989年生まれ）は演技講師ジャン・タラントとの娘である。他に女優ビヴァリー・ダンジェロとの間に双子の、息子アントン・ジェームズと娘オリヴィア・ローズ（2001年1月25日生まれ）、ノア・アルファラとの間に息子ロマン(2023年6月生まれ）がいる。パチーノとダンジェロは1997年から2003年まで交際していた。パチーノは結婚したことがない。
パチーノは『ゴッドファーザー』三部作で共演したダイアン・キートンと交際していた。ふたりは交際と破局を繰り返し、『ゴッドファーザー PART III』撮影終了後に恋愛関係を絶った。キートンはパチーノについて「アルは単純に一番楽しい人。私にとっては、最も美しい顔。ウォーレン（・ベイティ）もとてもハンサムだけどアルの顔はまるでワオという感じ。殺し屋の顔」と話した。パチーノはチューズデイ・ウェルド、ジル・クレイバーグ、マルト・ケラー、キャスリーン・クインラン、リンドール・ホッブスとも交際経験がある。パチーノはアルゼンチン人女優ルシア・ポラックと2008年から2018年までの10年間、交際していた。
パチーノはキャリアの初期にドラッグやアルコールを乱用していたことを認めている。『ゴッドファーザー』で突然得た名声に対処できていなかったことが理由の一つであると話している。1977年に禁酒に成功した。

## その他
ディアボロスには、カズ・ヒロこと辻一引が関わっており。オーシャンズ１３には、力士の曙と、ミチ・ヤマト（山際道則）が出演している

## 出演作品
※太字表記は主演。
| 年   | 題名                                                                       | 役名                                           | 備考 | 吹き替え                                                             |
| ---- | -------------------------------------------------------------------------- | ---------------------------------------------- | --- | -------------------------------------------------------------------- |
| 1969 | ナタリーの朝 Me, Natalie                                                   | トニー                                         | |                                                                      |
| 1971 | 哀しみの街かど The Panic in Needle Park                                    | ボビー                                         | TBA（TBS版） |                                                                      |
| 1972 | ゴッドファーザー The Godfather                                             | マイケル・コルレオーネ                         | アカデミー助演男優賞ノミネート ゴールデングローブ賞 主演男優賞 (ドラマ部門)ノミネート 英国アカデミー賞新人賞ノミネート 全米映画批評家協会賞主演男優賞 受賞 | 野沢那智（日本テレビ版） 山路和弘（DVD版） 森川智之（Blu-ray版）     |
| 1973 | スケアクロウ Scarecrow                                                     | フランシス・ライオネル（ライオン）・デルブッキ | | あおい輝彦（テレビ朝日版） 平田広明（テレビ東京版）                  |
| 1973 | セルピコ Serpico                                                           | フランク・セルピコ                             | アカデミー主演男優賞ノミネート ゴールデングローブ賞 主演男優賞 (ドラマ部門)受賞                                                                            | 野沢那智（テレビ朝日版）                                             |
| 1974 | ゴッドファーザー PART II The Godfather Part II                             | マイケル・コルレオーネ                         | アカデミー主演男優賞ノミネート ゴールデングローブ賞 主演男優賞 (ドラマ部門)ノミネート 英国アカデミー賞 主演男優賞受賞                                      | 野沢那智（日本テレビ版） 山路和弘（DVD版） 森川智之（Blu-ray版）     |
| 1975 | 狼たちの午後 Dog Day Afternoon                                             | ソニー・ウォルツィック                         | アカデミー主演男優賞ノミネート ゴールデングローブ賞 主演男優賞 (ドラマ部門)ノミネート 英国アカデミー賞 主演男優賞受賞                                      | 野沢那智（フジテレビ版）                                             |
| 1977 | ボビー・デアフィールド Bobby Deerfield                                     | ボビー・デアフィールド                         | |                                                                      |
| 1979 | ジャスティス ...And Justice for All                                        | アーサー・カークランド                         | アカデミー主演男優賞ノミネート ゴールデングローブ賞 主演男優賞 (ドラマ部門)ノミネート                                                                      | 野沢那智                                                             |
| 1980 | クルージング Cruising                                                      | スティーヴ・バーンズ                           | | 曽我部和恭                                                           |
| 1982 | 喝采の陰で Author! Author!                                                 | イヴァン・トラヴァリアン                       | ゴールデングローブ賞 主演男優賞 (ミュージカル・コメディ部門)ノミネート                                                                                     | 堀勝之祐                                                             |
| 1983 | スカーフェイス Scarface                                                    | トニー・モンタナ                               | ゴールデングローブ賞 主演男優賞 (ドラマ部門)ノミネート | 樋浦勉（テレビ朝日版） 磯部勉（テレビ東京版） 山路和弘（ソフト版）   |
| 1985 | レボリューション めぐり逢い Revolution                                     | トム・ドッブ                                   | |                                                                      |
| 1989 | シー・オブ・ラブ Sea Of Love                                               | フランク・ケラー捜査官                         | ゴールデングローブ賞 主演男優賞 (ドラマ部門)ノミネート | 羽佐間道夫（ソフト版、テレビ朝日版） 野沢那智（テレビ東京版）        |
| 1990 | 不名誉なローカル The Local Stigmatic                                       | グラハム                                       | |                                                                      |
| 1990 | ディック・トレイシー Dick Tracy                                            | ビック・ボーイ・キャプリス                     | アカデミー助演男優賞ノミネート ゴールデングローブ賞 助演男優賞ノミネート 英国アカデミー賞 助演男優賞ノミネート                                             | 羽佐間道夫                                                           |
| 1990 | ゴッドファーザー PART III The Godfather Part III                           | ドン・マイケル・コルレオーネ                   | ゴールデングローブ賞 主演男優賞 (ドラマ部門)ノミネート | 野沢那智（ソフト版、フジテレビ版） 岩崎ひろし（ソフト版追加収録）    |
| 1991 | 恋のためらい/フランキーとジョニー Frankie and Johnny                       | ジョニー                                       | | 簗正昭                                                               |
| 1992 | 摩天楼を夢みて Glengarry Glen Ross                                         | リッキー・ローマ                               | アカデミー助演男優賞ノミネート ゴールデングローブ賞 助演男優賞ノミネート                                                                                   | 野沢那智                                                             |
| 1992 | セント・オブ・ウーマン/夢の香り Scent of a Woman                           | フランク・スレード中佐                         | アカデミー主演男優賞 受賞 ゴールデングローブ賞 主演男優賞 (ドラマ部門) 受賞                                                                                | 野沢那智                                                             |
| 1993 | カリートの道 Carlito's Way                                                 | カリート・“チャーリー”・ブリガンテ             | | 野沢那智                                                             |
| 1995 | 天国の約束 Two Bits                                                        | ガエタノ                                       | 納谷悟朗 |                                                                      |
| 1995 | ヒート Heat                                                                | ヴィンセント・ハナ                             | 青野武（ソフト版） 菅生隆之（テレビ朝日版） TBA（機内上映版）                                                                                              |                                                                      |
| 1996 | リチャードを探して Looking for Richard                                     | 本人 / リチャード3世                           | 兼監督・脚本・製作 | 羽佐間道夫                                                           |
| 1996 | 訣別の街 City Hall                                                         | ジョン・パッパス                               | | 野沢那智                                                             |
| 1997 | フェイク Donnie Brasco                                                     | “レフティー”ベンジャミン・ルッジェーロ         | 野沢那智（ポニー版、ソニー版） |                                                                      |
| 1997 | ディアボロス/悪魔の扉 Devil's Advocate                                     | ジョン・ミルトン                               | 小川真司（ソフト版、日本テレビ版） |                                                                      |
| 1999 | インサイダー The Insider                                                   | ローウェル・バーグマン                         | 小川真司（ソフト版） 菅生隆之（機内上映版） |                                                                      |
| 1999 | エニイ・ギブン・サンデー Any Given Sunday                                  | トニー・ダマト                                 | 樋浦勉（ソフト版、テレビ朝日版） 菅生隆之（日本テレビ版）                                                                                                  |                                                                      |
| 2000 | Chinese Coffee                                                             | ハリー・レヴィン                               | 兼監督 | N/A                                                                  |
| 2002 | インソムニア Insomnia                                                      | ウィル・ドーマー                               | | 樋浦勉（ソフト版） 菅生隆之（テレビ朝日版） 野沢那智（テレビ東京版） |
| 2002 | シモーヌ S1m0ne                                                            | ヴィクター・タランスキー                       | 菅生隆之 |                                                                      |
| 2002 | ニューヨーク 最後の日々 People I Know                                      | イーライ・ウーマン                             | 山路和弘 |                                                                      |
| 2003 | リクルート The Recruit                                                     | ウォルター・バーク                             | 谷口節 |                                                                      |
| 2003 | エンジェルス・イン・アメリカ Angels In America                             | ロイ・コーン                                   | テレビ・ミニシリーズ | 小林清志                                                             |
| 2003 | ジーリ Gigli                                                               | スタークマン                                   | | 野沢那智                                                             |
| 2004 | ヴェニスの商人 The Merchant of Venice                                      | シャイロック                                   | 有本欽隆 |                                                                      |
| 2005 | トゥー・フォー・ザ・マネー Two For The Money                               | ウォルター・エイブラムス                       | 野沢那智 |                                                                      |
| 2007 | 88ミニッツ 88 Minutes                                                      | ジャック・グラム                               | 菅生隆之 |                                                                      |
| 2007 | オーシャンズ13 Ocean's Thirteen                                            | ウィリー・バンク                               | 有本欽隆（ソフト版） 羽佐間道夫（フジテレビ版） |                                                                      |
| 2008 | ボーダー Righteous Kill                                                    | デイヴィッド・“ルースター”・フィスク           | 日本では2010年4月公開 | 山路和弘                                                             |
| 2010 | 死を処方する男 ジャック・ケヴォーキアンの真実 You Don't Know Jack          | ジャック・ケヴォーキアン                       | テレビ映画 | （吹き替え版なし）                                                   |
| 2011 | 陰謀の代償 N.Y.コンフィデンシャル The Son of No One                        | スタンフォード警察委員長                       | | 山路和弘                                                             |
| 2011 | Wilde Salome                                                               | 本人 / ヘロデ王 / オスカー・ワイルド           | 兼監督・脚本 | N/A                                                                  |
| 2011 | ジャックとジル Jack and Jill                                               | 本人役                                         | ゴールデンラズベリー賞 最低助演男優賞 受賞 | 坂口芳貞                                                             |
| 2012 | ミッドナイト・ガイズ Stand Up Guys                                         | ヴァレンティン “ヴァル”                        | | 山路和弘                                                             |
| 2013 | Phil Spector                                                               | フィル・スペクター                             | テレビ映画 | N/A                                                                  |
| 2013 | Salomé                                                                     | ヘロデ王                                       | 兼監督・脚本 | N/A                                                                  |
| 2014 | アル・パチーノ ブロークン 過去に囚われた男 Manglehorn                      | A・J・マングルホーン                           | | 中野健治                                                             |
| 2014 | The Humbling                                                               | Simon Axler                                    | 兼製作 | N/A                                                                  |
| 2015 | Dearダニー 君へのうた Danny Collins                                        | ダニー・コリンズ                               | ゴールデングローブ賞 主演男優賞 (ミュージカル・コメディ部門)ノミネート                                                                                     | 羽佐間道夫                                                           |
| 2016 | ブラック・ファイル 野心の代償 Misconduct                                   | チャールズ・エイブラムス                       | 日本では2017年1月公開 | 山路和弘                                                             |
| 2017 | ボーダーライン:ソマリア・ウォー The Pirates of Somalia                     | シーモア・トルビン                             | | TBA                                                                  |
| 2017 | ハングマン Hangman                                                         | レイ・アーチャー                               | | 樋浦勉                                                               |
| 2018 | ジョー・パターノ 堕ちた名将 Paterno                                        | ジョー・パターノ                               | テレビ映画 | （吹き替え版なし）                                                   |
| 2019 | ワンス・アポン・ア・タイム・イン・ハリウッド Once Upon a Time in Hollywood | マーヴィン・シュワーズ                         | | 山路和弘                                                             |
| 2019 | アイリッシュマン The Irishman                                              | ジミー・ホッファ                               | アカデミー助演男優賞ノミネート ゴールデングローブ賞 助演男優賞ノミネート 英国アカデミー賞 助演男優賞ノミネート                                             | 山路和弘                                                             |
| 2020 | ナチ・ハンターズ Hunters                                                   | マイヤー・オファーマン                         | テレビシリーズ、計10話出演 | ふくまつ進紗                                                         |
| 2021 | American Traitor: The Trial of Axis Sally                                  | James Laughlin                                 | | N/A                                                                  |
| 2021 | ハウス・オブ・グッチ House of Gucci                                        | アルド・グッチ                                 | 樋浦勉 |                                                                      |
| TBA  | Assessination                                                              | TBA                                            | |                                                                      |

## 日本語吹き替え
主に担当しているのは、以下の二人である。
野沢那智
従来よりパチーノの担当声優として吹き替えを長年に渡り担当した。フィックス（専属）と評されるように最も多く吹き替えており、各年代のパチーノの代表作のほとんどを手がけている。
パチーノの出世作である『ゴッドファーザー』（日本テレビ版）のマイケル・コルレオーネ役が初担当であり、ここでの演技が視聴者に高く評価されたことで、以降は3部作すべてを担当。2022年発売の『ゴッドファーザー トリロジー 50thアニバーサリー4KUltraHD+ブルーレイセット』にて、三部作全てを野沢の吹替で視聴可能となっている。
本人と対面はしていないものの、ニューヨークのブロードウェイでアル・パチーノ本人の出演する『アメリカン・バッファロー』の舞台を鑑賞したという。その際、野沢はパチーノの凄まじいマシンガントークと肺活量に脱帽し、それからは「一作一作が闘い」もしくは「その人の演技との真剣勝負」という意識で気を引き締めてアフレコに挑んでいたとのこと（詳細は野沢のページを参照）。
2022年からU-NEXTでオンデマンド配信されている『ゴッドファーザー』のパラマウント映画の製作について描かれたアメリカの伝記ドラマ『ジ・オファー / ゴッドファーザーに賭けた男』にはアンソニー・イッポリート演ずる若き日のパチーノが登場しており、吹替版では野沢をリスペクトする形で実の息子である野沢聡がパチーノ役に起用されている。
山路和弘
上記の野沢の次に多く吹き替えており、当初は『スカーフェイス』など旧作のビデオソフト収録用の新録を主に務めていたが、野沢の没後は新作も多く担当するようになった。
このほかにも、羽佐間道夫、菅生隆之、樋浦勉、小川真司、有本欽隆なども複数回、声を当てている。

## 受賞歴

### アカデミー賞
受賞
1993年 アカデミー主演男優賞:『セント・オブ・ウーマン/夢の香り』
ノミネート
1973年 アカデミー助演男優賞:『ゴッドファーザー』
1974年 アカデミー主演男優賞:『セルピコ』
1975年 アカデミー主演男優賞:『ゴッドファーザー PART II』
1976年 アカデミー主演男優賞:『狼たちの午後』
1980年 アカデミー主演男優賞:『ジャスティス』
1991年 アカデミー助演男優賞:『ディック・トレイシー』
1993年 アカデミー助演男優賞:『摩天楼を夢みて』
2020年 アカデミー助演男優賞:『アイリッシュマン』

### 英国アカデミー賞
受賞
1976年 主演男優賞:『狼たちの午後』、『ゴッドファーザー PART II』
ノミネート
1973年 新人賞:『ゴッドファーザー』
1975年 主演男優賞:『セルピコ』
1991年 助演男優賞:『ディック・トレイシー』
2019年 助演男優賞:『アイリッシュマン』

### ゴールデングローブ賞
受賞
1974年 主演男優賞 (ドラマ部門):『セルピコ』
1993年 主演男優賞 (ドラマ部門):『セント・オブ・ウーマン/夢の香り』
2001年 セシル・B・デミル賞
2004年 男優賞 (ミニシリーズ・テレビ映画部門):『エンジェルス・イン・アメリカ』
2011年 ミニシリーズ・テレビ映画演技賞:『死を処方する男 ジャック・ケヴォーキアンの真実』
ノミネート
1973年 主演男優賞 （ドラマ部門）:『ゴッドファーザー』
1975年 主演男優賞 （ドラマ部門）:『ゴッドファーザー PART II』
1976年 主演男優賞 （ドラマ部門）:『狼たちの午後』
1978年 主演男優賞 （ドラマ部門）:『ボビー・デアフィールド』
1980年 主演男優賞 （ドラマ部門）:『ジャスティス』
1983年 主演男優賞（ミュージカル・コメディ部門）:『喝采の陰で』
1984年 主演男優賞 （ドラマ部門）:『スカーフェイス』
1990年 主演男優賞 （ドラマ部門）:『シー・オブ・ラブ』
1991年 主演男優賞 （ドラマ部門）:『ゴッドファーザー PART III』
1991年 助演男優賞:『ディック・トレイシー』
1993年 助演男優賞:『摩天楼を夢みて』
2014年 ミニシリーズ・テレビ映画演技賞:『Phil Spector』
2020年 助演男優賞:『アイリッシュマン』
2021年ドラマシリーズ演技賞: 『ナチ・ハンターズ』

### ニューヨーク映画批評家協会賞
ノミネート
1974年 主演男優賞:『セルピコ』
1976年 主演男優賞:『狼たちの午後』
1992年 主演男優賞:『セント・オブ・ウーマン/夢の香り』

### ナショナル・ボード・オブ・レビュー
受賞
1972年 助演男優賞:『ゴッドファーザー』
1973年 男優賞:『セルピコ』

### ヴェネツィア国際映画祭
受賞
1994年 栄誉金獅子賞
2011年 クィア獅子賞:『ワイルド・サロメ』

### エミー賞
受賞
2004年 主演男優賞 (ミニシリーズ・テレビ映画部門):『エンジェルス・イン・アメリカ』
2010年 主演男優賞 (ミニシリーズ・テレビ映画部門):『死を処方する男 ジャック・ケヴォーキアンの真実』
ノミネート
2013年 主演男優賞 (ミニシリーズ・テレビ映画部門):『Phil Spector』

### トニー賞
受賞
1969年 助演男優賞 (演劇部門):『Does a Tiger Wear a Necktie?』
1977年 主演男優賞 (演劇部門):『The Basic Training of Pavlo Hummel』
ノミネート
2011年 主演男優賞 (演劇部門):『The Merchant of Venice』

### AFI賞
受賞
2007年 生涯功労賞